# Осенняя выставка произведений ленинградских художников 1960 года
Осенняя выставка произведений ленинградских художников 1960 года открылась в залах Ленинградского отделения Союза художников РСФСР всего через несколько месяцев после первой республиканской художественной выставки «Советская Россия». Это позволило Л. В. Мочалову назвать её «промежуточной», показывающей повседневную работу ведущих ленинградских художников, «позволяющей легче уяснить индивидуальные устремления различных авторов».

## Организация
Подготовку и организацию выставки взял на себя специально образованный выставочный комитет. Непосредственный просмотр и отбор произведений осуществляли секционные комиссии в составе наиболее авторитетных специалистов. Формированием экспозиции занималась экспозиционная комиссия. Для экспонирования были отобраны произведения живописи, скульптуры, графики, театрально-декорационного и декоративно-прикладного искусства. Издан подробный каталог выставки (составитель Л. Зорина, редактор В. Шведова).

## Участники
Значимость выставки определялась уровнем экспонированных произведений и участием в ней ведущих современных ленинградских художников. Среди них были Е. Е. Моисеенко, А. Н. Самохвалов, Б. С. Угаров, Ю. Н. Тулин, В. А. Горб,  А. Г. Ерёмин, И. В. Крестовский, А. С. Ведерников, В. М. Конашевич, А. Ф. Пахомов и др. Авторский коллектив многотомного биобиблиографического словаря «Художники народов СССР» включил упоминание об участии в осенней выставке 1960 года в десятки статей о ленинградских художниках  В 2006 году авторы альманаха «Время перемен. Искусство 1960—1985 в Советском Союзе», подготовленного ГРМ, включили выставку в число наиболее значимых событий художественной жизни СССР 1960 года.
В разделе живописи экспонировались произведения 167 авторов, в том числе работы Ивана Абрамова, Петра Альберти, Евгении Антиповой, Таисии Афониной, Николая Бабасюка, Всеволода Баженова, Николая Баскакова, Якова Бесперстова, Ольги Богаевской, Льва Богомольца, Сергея Бузулукова, Златы Бызовой, Ивана Варичева, Василия Викулова, Ростислава Вовкушевского, Эдварда Выржиковского, Николая Галахова, Якова Голубева, Владимира Горба, Абрама Грушко, Александра Гуляева, Кирилла Гущина, Германа Егошина, Алексея Еремина, Николая Есалова, Михаила Железнова, Вячеслава Загонека,Рубена Захарьяна, Нины Ивановой, Елены Ивановой-Эберлинг, Михаила Канеева, Рудольфа Карклина, Марии Клещар-Самохваловой, Михаила Козелла, Марины Козловской, Бориса Корнеева, Александра Коровякова, Елены Костенко, Николая Кострова, Анны Костровой, Бориса Котика, Геворка Котьянца, Ярослава Крестовского, Ивана Лавского, Олега Ломакина, Веры Любимовой, Ефима Ляцкого,  Дмитрия Маевского, Никиты Медовикова, Лидии Миловой, Алексея Можаева, Евсея Моисеенко, Андрея Мыльникова, Николая Мухо, Петра Назарова, Веры Назиной, Михаила Натаревича, Самуила Невельштейна, Дмитрия Обозненко, Сергея Осипова, Лии Островой, Филарета Пакуна, Пен Варлена, Бориса Петрова, Николая Позднеева, Степана Привиденцева, Виктора Прошкина, Владимира Прошкина, Валентины Рахиной, Виктора Рейхета, Семена Ротницкого, Марии Рудницкой, Николая Рутковского, Ивана Савенко, Глеба Савинова, Владимира Саксона, Александра Самохвалова, Александра Семенова, Арсения Семенова, Елены Скуинь, Фёдора Смирнова, Александра Соколова, Александра Столбова, Игоря Суворова, Елены Табаковой, Георгия Татарникова, Виктора Тетерина, Николая Тимкова, Владимира Токарева, Юрия Тулина, Бориса Угарова, Дмитрия Филиппова, Николая Фурманкова, Юрия Шаблыкина, Бориса Шаманова, Лидии Шарлемань, Александра Шмидта и других художников
В разделе скульптуры экспонировались произведения 44 авторов, в том числе работы Моисея Вайнмана, Ии Венковой, Гавриила Гликмана, Николая Дыдыкина, Юрия Жмаева, Бориса Каплянского, Николая Кочукова, Игоря Крестовского, Юрия Лоховинина, Марии Литовченко, Юрия Лоховинина, Наума Могилевского, Владимира Петрова, Бориса Пленкина, Константина Симуна, Василия Стамова, Киры Суворовой, Марии Харламовой и других ленинградских скульпторов.
В разделе графики экспонировались произведения 84 авторов, в том числе Ивана Астапова, Давида Боровского, Марии Бутровой, В. А. Вальцефера, А. С. Ведерникова, Владимира Ветрогонского, Василия Власова, Соломона Гершова, Василия Звонцова, Владимира Конашевича, Анатолия Каплана, Николая Кострова, Анны Костровой, Валентина Курдова, Веры Матюх, Людмилы Милорадович, Лии Островой, Татьяны Острогорской, Алексея Пахомова, Пен Варлена, Валентины Петровой, Виктора Слыщенко, Вадима Смирнова, Веры Фирсовой, Ивана Харкевича и других ленинградских графиков.

## Произведения
На выставке экспонировались произведения всех жанров, созданные ленинградскими художниками в основном в 1960 году. Все работы показывались впервые. Многие из них впоследствии были приобретены художественными музеями, Художественным фондом РСФСР, отечественными и зарубежными галереями и коллекционерами.
Жанровая картина была представлена работами «Атомный ледокол "Ленин" на Неве» О. Бетехтина, «Чайхана» И. Зисмана, «Базар в Бухаре» В. Каволина, «Перерыв» и «Свинарки» О. Ломакина, «Стройка» Н. Мухо, «На прогулку» и «Свидание» М. Натаревича, «Кафе Гурзуф» А. Самохвалова, «Стирка» В. Токарева, «Колхозная лесопилка» Н. Фурманкова, «На эстакаде Братской ГЭС» Б. Хоменко, «В освобожденном Новгороде» Т. Шевченко и другими.
Портрет современника был представлен работами «Саша» О. Десницкой, «Портрет студентки» М. Железнова, «Верочка» М. Клещар-Самохваловой, «Катенька» Е. Костенко, «Девочка из Переяславля» и «Старый рыбак» Анны Костиной, «Портрет учительницы с дочерью» Г. Котьянца, «Прокатчик» Д. Маевского, «Наташа» и «Портрет жены» Е. Моисеенко, «Верочка у окна» А. Мыльникова, «Наденька» В. Назиной, «Портрет подручного горнового» В. Рейхета, «Партизан Василий Иванович» С. Ротницкого, «Девочки» Е. Табаковой, «Таня» Б. Угарова и др.
Пейзажная живопись ленинградских художников была представлена работами «Река Лейлупе» И. Абрамова, «На озере Сенеж» П. Альберти, «На реке Ждановке» Т. Афониной, «В лесу» и «Сумерки» Вс. Баженова, «У переправы» Н. Галахова, «Весной» и «Февраль»  А. Грушко, «Октябрь» и «Лесное озеро» А. Еремина, «Байкал», «Берег Ангары», «Снег пошел» В. Загонека, «Ленинградский дворик» М. Канеева, «Зимний этюд» М. Козелла, «Карелия. Пейзаж» М. Козловской, «К вечеру» Б. Корнеева, «Кронверский пролив» А. Коровякова, «Старые дома» Я. Крестовского, «Мостик», «Лодки», «На Волхове» С. Осипова, «Зимняя стоянка барж» Б. Петрова, «Домик у дороги» и «Весенний этюд» Н. Позднеева, «Тропинка» М. Рудницкой, «Сентябрь на Урале» И. Савенко, «После дождя» А. Семёнова, «Весенний мотив», «Заводской мотив», «Река Фонтанка» Арс. Семёнова, «Дымы Магнитки» А. Соколова, «Канал Грибоедова», «Мост Строителей», «Тучков мост» И. Суворова, «Исаакиевская площадь», «Швейцария. Сен-Готардское ущелье» Г. Татарникова, «Зимний пейзаж с половичками» В. Тетерина, «Вишня цветет», «Первый снег» Н. Тимкова, «Выборгская строится» Ю. Тулина и др.
Жанр натюрморта был представлен работами «Ирисы», «Полевой букет» Е. Антиповой, «Цветы весенние» и «Фрукты» В. Белаковской, «Натюрморт» О. Богаевской, «Зимний натюрморт» Р. Вовкушевского, «Сирень» М. Давидсон, «Натюрморт» Г. Котьянца, «Жасмин» Лидии Миловой, «Фрукты. Натюрморт» Е. Скуинь, «Натюрморт с земляникой» В. Соколова, «Малапе. Натюрморт», «Подснежники и лимоны» В. Тетерина, «Натюрморт» В. Токарева, «Цветы и фрукты» Д. Филиппова и др.

## Критика
Развёрнутую рецензию на выставку поместил журнал «Творчество». В статье «О чём говорит выставка»  Л. В. Мочалов остановился на успехах и неудачах отдельных художников и выставки в целом. Автор выделяет «Натюрморт» Ольги Богаевской за «свежий и непосредственный» взгляд на композицию. "Чистые, „откровенные“ краски художницы хочется назвать весенними, юными. Эта радость, удивление перед самыми скромными дарами природы, обычными вещами и есть мироощущение художника" Позднее эта работа вошла в собрание ГРМ.. К удачам выставки Мочалов относит портреты А. Костиной, Е. Моисеенко, пейзажи Ю. Тулина, С. Осипова, А. Семенова, В. Загонека, "возбуждённо-радостные, сочные по цвету" натюрморты В. Тетерина. Ниже своих возможностей, по мнению автора, выступили такие талантливые художники, как А. Мыльников, Дмитрий Обозненко, Владимира Токарев, Германа Егошин, Б. С. Угаров.
Обзор раздела живописи наводит автора "на некоторые размышления". В раскрытии темы современности даже лучшие работы пока лишь только "подступы к решению проблемы". У некоторых художников, обращающихся к наследию мастеров прошлого, "учёбу трудно отделить от эпигонства". В целом, по его мнению, осенняя выставка получилась "свежее и безыскусственнее" предыдущей, на которой преобладали договорные картины, в том числе свыше 50 полотен своей площадью превышали репинских «Бурлаков». Но сколько из них остались в памяти через год, задаётся вопросом автор? Конечно, в небольшой картине легче сохранить свежесть и непосредственность первого впечатления. Вместе с тем, пишет Мочалов, "становится ясно, что большинство произведений написано не с той творческой волей и целеустремлённостью, которых можно ожидать от их авторов".
Ссылку на осеннюю выставку 1960 года и подробное описание экспонировавшейся там работы А. Самохвалова «Кафе Гурзуф», встречаем в 2013 году у Sotheby’s.  В описании картины отмечается талантливо переданное настроение оптимизма и радости, характерные для периода хрущёвской «оттепели», а также изображённые на картине реальные действующие лица – сам автор, его жена художница М. А. Клещар-Самохвалова (1915-2000), художник Е. Кибрик (1906-1978), ученик П. Филонова и друг А. Самохвалова, а также его жена художница Лидия Тимошенко (1903-1976).
Ссылки на осеннюю выставку 1960 года и экспонированные на ней работы встречаем во многих монографиях и статьях, посвящённых творчеству ленинградских художников. Так, С. В. Кудрявцева в монографии о Юрия Тулине отмечает его участие в выставке и пейзаж 1960 года "Выборгская строится", в котором художнику удалось создать "обобщённый образ современного города". В каталоге персональной выставки Марины Козловской 1984 года встречаем описание её работ «Вечер» и «Карелия. Пейзаж» с указанием, что они экспонировались на осенней выставке произведений ленинградских художников 1960 года. В каталоге персональной выставки Б. С. Угаров 1982 года встречаем описание его работ «Псков» (приобретёна Омским музеем изобразительных искусств), «Зимка», «Таня. Портрет дочери», впервые показанных на осенней выставке 1960 года.